# Guam en los Juegos Olímpicos de Atlanta 1996
Guam estuvo representado en los Juegos Olímpicos de Atlanta 1996 por ocho deportistas, seis hombres y dos mujeres, que compitieron en cuatro deportes.
El portador de la bandera en la ceremonia de apertura fue el nadador Patrick Sagisi. El equipo olímpico guameño no obtuvo ninguna medalla en estos Juegos.